# Клетката
„Клетката“ (на английски: The Cell) e американски психо-трилър от 2000 г. с участието на Дженифър Лопес. Разказва се за една жена, която търси последната жива жертва на психопат-убиец. Тя влиза в ума му и попада в странен и извратен свят – кукли-роботи на жертвите му, вариации на самия психопат, спомени от детството му и страховити видения (разчленен кон и черво, навивано на шип от пеещ си изрод). Смразяващи специални ефекти и страховита визия. Режисьор е Тарсен Синг. Участват Винс Вон и Винсънт Д'Онофрио.